# 요 천조제
요 천조황제 야율연희(遼 天祚皇帝 耶律延禧, 1075년 6월 5일(음력 윤 4월 19일) ~ 1128년)는 요나라의 제9대 황제(멸망군주) (재위 : 1101년 ~ 1125년)이다. 자는 연녕(延寧)이다. 제8대 황제 도종(道宗)의 손자이다.

## 생애
1075년 제8대 황제 도종의 아들인 순종 장회태자 야율준(順宗 章懐太子 耶律濬)의 아들로 태어났다. 전쟁으로 어릴 때 아버지를 잃고, 이것을 불쌍하게 생각한 할아버지 도종에 의해서 여동생 진진국장공주(秦晉國長公主)와 함께 길러져 양왕으로 책봉되었다. 일시적으로 조부 도종은 조카 야율순(耶律淳)을 황태자로 삼으려 하지만, 신하들의 견제를 받아 천조제가 황태자가 되었다. 1101년 도종의 사망으로 황제에 즉위 한다.
즉위한 천조제는 요 흥종, 요 도종과 사실상 마찬가지로 매우 어리석은 성격이며 정무를 돌아보지 않고, 가신의 간언에 대해서는 처벌로 임하는 등, 민심의 배반을 불렀다. 외교면에서도 1115년에 요나라에 종속되고 있던 여진족이 금나라를 건국하여 독립하면서, 토벌군을 파견했지만 반대로 대패하여, 요나라의 쇠퇴하는 결과를 불렀다.
1121년 추밀사 소봉선(蕭奉先)이 천조제의 적자 태자 후보인 진왕 야율오로알(晉王 耶律傲盧斡)과 황족인 야율여도(耶律余賭, 진왕의 숙모의 남편)와 대립하고 있었다. 그 때문에, 소봉선은 여동생 소원비가 낳은 진왕 야율정(秦王 耶律定, 후의 북요의 2대 황제)을 태자로 삼기 위해서 야율여도에 의한 진왕 오로알 옹립 음모가 있다고 중상 모략하여, 천조제는 이 말을 믿어 버렸다. 그 때문에, 야율여도는 위험을 느끼고 금나라로 도망갔다. 머지 않아 진왕의 생모인 소문비(蕭文妃)를 죽이고, 다음 해 1월에 반역죄로 진왕도 처형되어 버렸다. 소봉선의 예측대로 진왕(秦王)이 태자로 정해졌다.
1122년 3월 7일, 금(金)나라 태조 아구다(阿骨打)와 내산(來山)에서 싸워 대패하여, 창춘으로 피했다. 그 때문에 같은 달 13일에 황족 야율대석(耶律大石)과 이처온(李処温) 등은 천조제의 종부(従父)의 야율순(耶律淳, 선종 효장제)을 옹립하여 북요가 건국되었다. 요나라와 적대 관계에 있는 금나라는 요나라가 혼란해지자 호기라고 생각하여 1125년 북송(宋)과 동맹을 맺어 요나라에 침공한다. 송·금 연합군에 패배한 천조제는 운주(雲州) 음산(陰山)으로 도망가는 도중, 응주(應州)에서 금나라의 포로가 되어 금군에 항복, 요나라는 멸망했다.
후에 천조제는 해빈왕(海濱王)으로 책봉 되어 백두산(白頭山)으로 보내고 여생을 지냈다. 1128년 8월 54세에 병으로 죽었다.
요나라가 멸망하기 직전에 야율대석은 포함한 중앙 아시아로 피신하여 1124년 서요를 건국하였다. 그 때문에, 요나라는 재흥하게 된다.
덧붙여 천조제의 후예는 1140년대까지 살아있었으나 1150년대 금 해릉양왕에 의해 일족이 몰살당하여 후손이 없다.

## 존호
즉위 후에 받은 존호는 천조제(天祚帝)이고, 1103년에는 존호를 가상하여 혜문지무성효천조황제(惠文智武聖孝天祚皇帝)라 하였다.

## 가족관계

### 조부모와 부모
- 조부 : 도종(道宗) 인성제(仁聖帝) 야율홍기(耶律 洪基)
- 조모 : 선의황후(宣懿皇后) 소관음(蕭觀音)
  - 부 : 순종(順宗) 대효제(大孝帝) 야율준(耶律 濬)
  - 모 : 정순황후(貞順皇后) 소씨(蕭氏)

### 황후
| 봉호       | 시호 | 이름(성씨)         | 별칭  | 재위년도        | 생몰년도   | 비고 |
| ---------- | ---- | ------------------ | ----- | --------------- | ---------- | ---- |
| 황후(皇后) |      | 소탈리나(蕭奪里懶) | [ 1 ] | 1101년 ~ 1122년 | ? ~ 1122년 |      |

### 후궁
| 봉호       | 시호 | 이름(성씨)     | 별칭           | 생몰년도        | 비고 |
| ---------- | ---- | -------------- | -------------- | --------------- | ---- |
| 덕비(德妃) |      | 소사고(蕭師姑) | 연국비(燕國妃) | ? ~ 1104년      |      |
| 문비(文妃) |      | 소슬슬(蕭瑟瑟) |                | 1080년 ~ 1121년 |      |
| 원비(元妃) |      | 소귀가(蕭貴哥) |                |                 |      |
| 소용(昭容) |      | 조씨(趙氏)     |                |                 |      |

### 황자
| - | 봉호       | 시호 | 이름                   | 생몰년도        | 생모        | 별칭  | 비고    |
| - | ---------- | ---- | ---------------------- | --------------- | ----------- | ----- | ------- |
| 1 | 진왕(晉王) |      | 야율오로알(耶律敖盧斡) | ? ~ 1122년      | 문비 소슬슬 |       |         |
| 2 | 양왕(梁王) |      | 야율아리(耶律雅里)     | 1094년 ~ 1123년 | 원비 소귀가 |       |         |
| 3 | 연왕(燕王) |      | 야율달로(耶律撻魯)     | ? ~ 1104년      | 덕비 소사고 |       | 요절함. |
| 4 | 조왕(趙王) |      | 야율습니렬(耶律習泥烈) |                 | 소용 조씨   | [ 2 ] |         |
| 5 | 진왕(秦王) |      | 야율정(耶律定)         |                 |             |       |         |
| 6 | 허왕(許王) |      | 야율녕(耶律寧)         |                 | 원비 소귀가 |       |         |

### 황녀
| - | 봉호               | 이름                    | 생몰년도 | 생모        | 별칭 | 비고 |
| - | ------------------ | ----------------------- | -------- | ----------- | ---- | ---- |
| 1 | 공주(公主)         | 야율씨(耶律氏)          |          |             |      |      |
| 2 | 공주(公主)         | 야율골욕(耶律 骨欲)     |          |             |      |      |
| 3 | 촉국공주(蜀國公主) | 야율여리연(耶律 余里衍) |          | 문비 소슬슬 |      |      |
| 4 | 공주(公主)         | 야율알리연(耶律 斡里衍) |          |             |      |      |
| 5 | 공주(公主)         | 야율대오야(耶律 大奧野) |          |             |      |      |
| 6 | 공주(公主)         | 야율차오야(耶律 次奧野) |          |             |      |      |

## 기년
| 천조제      | 원년            | 2년        | 3년        | 4년        | 5년        | 6년        | 7년        | 8년        | 9년        | 10년       |
| ----------- | --------------- | ---------- | ---------- | ---------- | ---------- | ---------- | ---------- | ---------- | ---------- | ---------- |
| 서력 (西曆) | 1101년          | 1102년     | 1103년     | 1104년     | 1105년     | 1106년     | 1107년     | 1108년     | 1109년     | 1110년     |
| 간지 (干支) | 신사(辛巳)      | 임오(壬午) | 계미(癸未) | 갑신(甲申) | 을유(乙酉) | 병술(丙戌) | 정해(丁亥) | 무자(戊子) | 기축(己丑) | 경인(庚寅) |
| 연호 (年號) | 건통(乾統) 원년 | 2년        | 3년        | 4년        | 5년        | 6년        | 7년        | 8년        | 9년        | 10년       |
| 천조제      | 11년            | 12년       | 13년       | 14년       | 15년       | 16년       | 17년       | 18년       | 19년       | 20년       |
| 서력 (西曆) | 1111년          | 1112년     | 1113년     | 1114년     | 1115년     | 1116년     | 1117년     | 1118년     | 1119년     | 1120년     |
| 간지 (干支) | 신묘(辛卯)      | 임진(壬辰) | 계사(癸巳) | 갑오(甲午) | 을미(乙未) | 병신(丙申) | 정유(丁酉) | 무술(戊戌) | 기해(己亥) | 경자(庚子) |
| 연호 (年號) | 천경(天慶) 원년 | 2년        | 3년        | 4년        | 5년        | 6년        | 7년        | 8년        | 9년        | 10년       |
| 천조제      | 21년            | 22년       | 23년       | 24년       | 25년       |            |            |            |            |            |
| 서력 (西曆) | 1121년          | 1122년     | 1123년     | 1124년     | 1125년     |            |            |            |            |            |
| 간지 (干支) | 신축(辛丑)      | 임인(壬寅) | 계묘(癸卯) | 갑진(甲辰) | 을사(乙巳) |            |            |            |            |            |
| 연호 (年號) | 보대(保大) 원년 | 2년        | 3년        | 4년        | 5년        |            |            |            |            |            |